# IIe législature de la Troisième République française
La IIe législature de la Troisième République française est un cycle parlementaire qui s'ouvre le 7 novembre 1877 et se termine le 27 octobre 1881.

## Composition de l'exécutif
Président de la République : 
- Patrice de Mac Mahon (jusqu'au 30 janvier 1879) ;
- Jules Grévy par la suite.

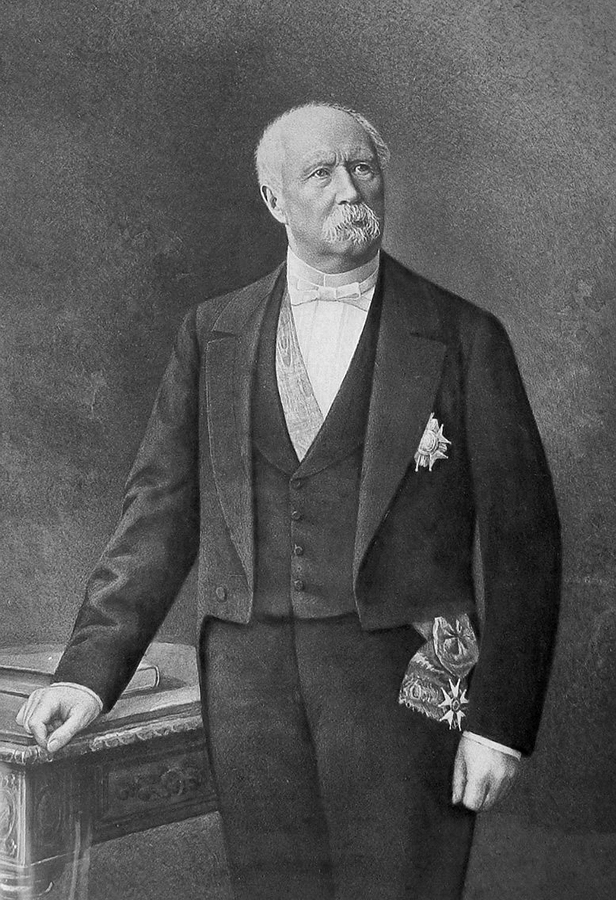
Patrice de Mac Mahon
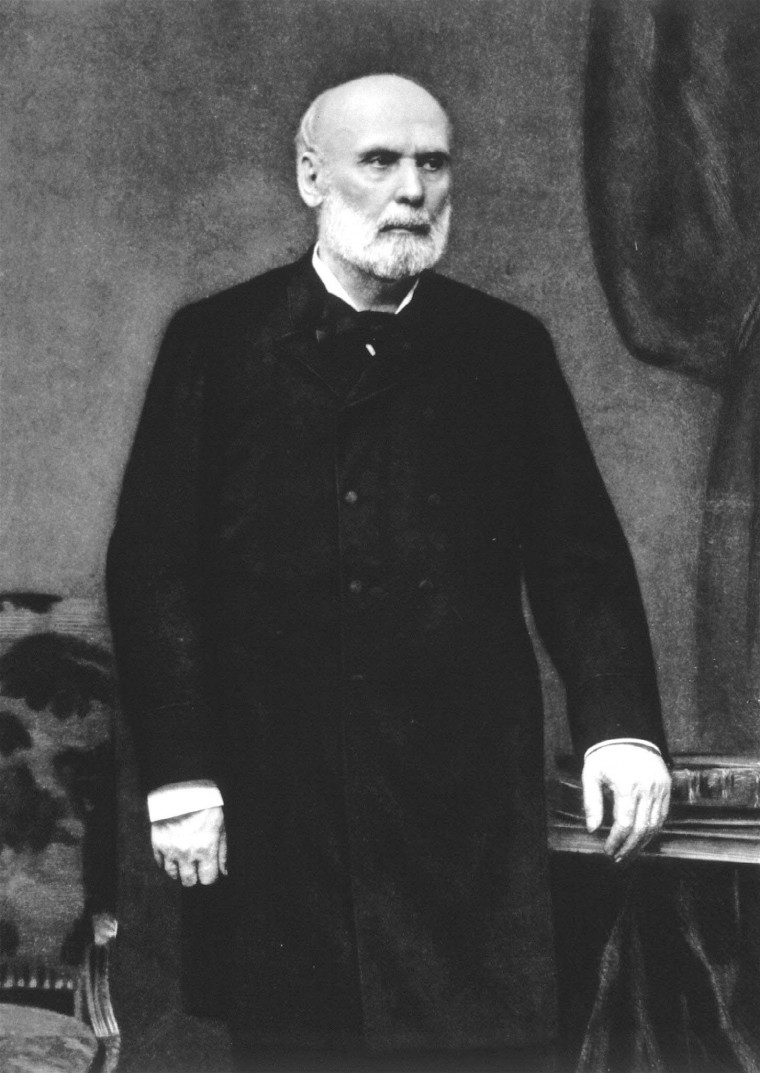
Jules Grévy

Président de la Chambre des députés : 
- Jules Grévy (1877-1879) ;
- Léon Gambetta (1879-1881).

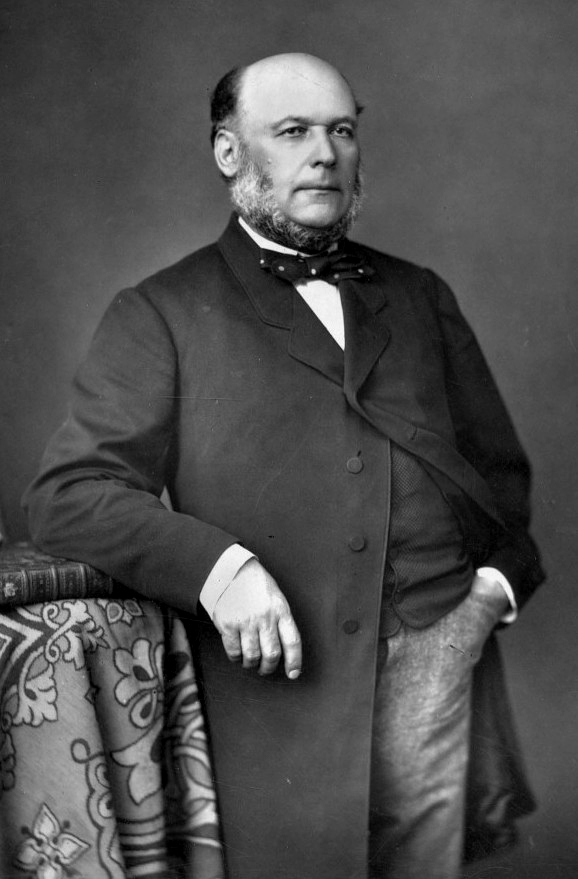
Jules Grévy
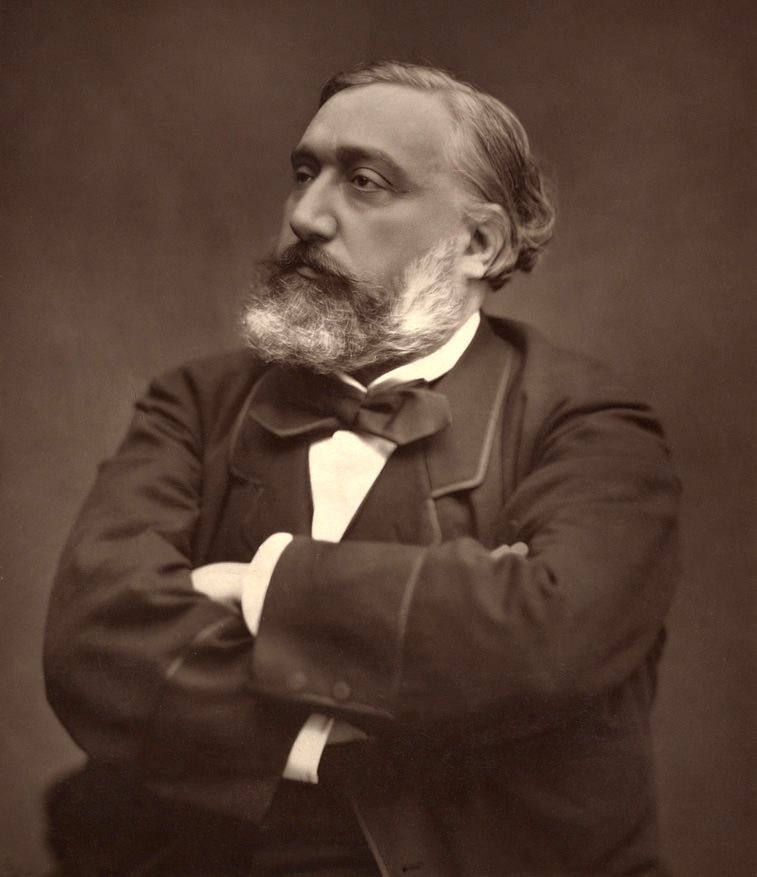
Léon Gambetta

| Gouvernement | Gouvernement | Gouvernement                          | Dates (Durée)                                               | Parti(s)                                                                                | Président du Conseil               | Composition initiale                   |
| ------------ | ------------ | ------------------------------------- | ----------------------------------------------------------- | --------------------------------------------------------------------------------------- | ---------------------------------- | -------------------------------------- |
| 1            |              | Gouvernement Jules Dufaure (5)        | du 13 décembre 1877 au 30 janvier 1879 (1 an et 48 jours)   | Union républicaine, Gauche républicaine, Centre gauche, constitutionnaliste et libéraux | Jules Dufaure (Libéral)            | 9 ministres                            |
| 2            |              | Gouvernement William Henry Waddington | du 4 février 1879 au 21 décembre 1879 (320 jours)           | Union républicaine, Gauche républicaine, Centre gauche                                  | William Henry Waddington (Libéral) | 10 ministres                           |
| 3            |              | Gouvernement Charles de Freycinet (1) | du 28 décembre 1879 au 19 septembre 1880 (266 jours)        | Union républicaine, Gauche républicaine, Centre gauche                                  | Charles de Freycinet (Républicain) | 10 ministres                           |
| 4            |              | Gouvernement Jules Ferry (1)          | du 23 septembre 1880 au 10 novembre 1881 (1 an et 48 jours) | Union républicaine, Gauche républicaine, Centre gauche                                  | Jules Ferry (Républicain)          | 10 ministres 5 sous-secrétaires d'État |

## Composition de la Chambre des députés

### Composition en début de législature
| Groupe parlementaire     | Groupe parlementaire     | Groupe parlementaire     | Députés |
| Groupe parlementaire     | Groupe parlementaire     | Groupe parlementaire     | Total   |
| ------------------------ | ------------------------ | ------------------------ | ------- |
|                          | GR                       | Gauche républicaine      | 139     |
|                          | AAP                      | Appel au peuple          | 111     |
|                          | UR                       | Union républicaine       | 89      |
|                          | DR                       | Droite                   | 56      |
|                          | ORL                      | Centre constitutionnel   | 41      |
|                          | CG                       | Centre gauche            | 65      |
|                          | EXG                      | Extrême gauche           | 22      |
| sièges vacants           | sièges vacants           | sièges vacants           | 1       |
| Total des sièges pourvus | Total des sièges pourvus | Total des sièges pourvus | 533     |

#### Composition détaillée
| Bloc             | Groupes                               | Groupes | Tendances                            | Tendances | Tendances |
| ---------------- | ------------------------------------- | ------- | ------------------------------------ | --------- | --------- |
| Républicains 325 |                                       |         |                                      |           |           |
|                  | Extrême gauche                        |         |                                      |           |           |
|                  | Radicaux intransigeants               | 27      |                                      |           |           |
|                  | Républicains radicaux                 | 11      |                                      |           |           |
|                  | Union républicaine                    |         |                                      |           |           |
|                  | Républicains gambettistes et radicaux | 63      |                                      |           |           |
|                  | Républicains modérés                  | 12      |                                      |           |           |
|                  | Gauche républicaine                   |         | Républicains modérés                 | 147       |           |
|                  | Centre gauche                         |         | Conservateurs libéraux               | 65        |           |
| Monarchistes 208 |                                       |         |                                      |           |           |
|                  | Centre constitutionnel                |         | Royalistes orléanistes               | 41        |           |
|                  | Droite                                |         | Royalistes légitimistes et cléricaux | 56        |           |
|                  | Appel au peuple                       |         | Bonapartistes                        | 111       |           |
| Total :          | Total :                               | Total : | Total :                              | Total :   | 533       |

### Composition en fin de législature
| Groupe parlementaire     | Groupe parlementaire     | Groupe parlementaire     | Députés |  |
| Groupe parlementaire     | Groupe parlementaire     | Groupe parlementaire     | Total   |  |
| ------------------------ | ------------------------ | ------------------------ | ------- |  |
|                          | GR                       | Gauche républicaine      | 141     |  |
|                          | UR                       | Union républicaine       | 126     |  |
|                          | AAP                      | Appel au peuple          | 87      |  |
|                          | CG                       | Centre gauche            | 77      |  |
|                          | EXG                      | Extrême gauche           | 25      |  |
|                          | DR                       | Droite                   | 29      |  |
|                          | ORL                      | Centre constitutionnel   | 25      |  |
|                          |                          |                          |         |  |
| sièges vacants           | sièges vacants           | sièges vacants           | 3       |  |
| Total des sièges pourvus | Total des sièges pourvus | Total des sièges pourvus | 533     |  |

#### Composition détaillée
| Bloc             | Groupes                   | Groupes        | Tendances                             | Tendances      | Tendances |
| ---------------- | ------------------------- | -------------- | ------------------------------------- | -------------- | --------- |
| Républicains 363 |                           |                |                                       |                |           |
|                  | Extrême gauche            |                |                                       |                |           |
|                  | Socialiste                | 1              |                                       |                |           |
|                  | Radicaux intransigeants   | 23             |                                       |                |           |
|                  | Union républicaine        |                | Républicains gambettistes et radicaux | 104            |           |
|                  | Gauche républicaine       |                | Républicains modérés                  | 143            |           |
|                  | Centre gauche             |                | Conservateurs libéraux                | 82             |           |
|                  | Non-inscrits républicains |                |                                       | 11             |           |
| Monarchistes 150 |                           |                |                                       |                |           |
|                  | Centre constitutionnel    |                | Royalistes orléanistes                | 26             |           |
|                  | Droite                    |                | Royalistes légitimistes               | 30             |           |
|                  | Appel au peuple           |                | Bonapartistes                         | 95             |           |
| Sièges vacants   | Sièges vacants            | Sièges vacants | Sièges vacants                        | Sièges vacants | 18        |
| Total            | Total                     | Total          | Total                                 | Total          | 533       |

## Organisation de la Chambre des députés
L'élection du bureau de la Chambre des députés se fait à chaque session ordinaire.

### Élections pour la présidence de la Chambre des députés
Pour être élu président de l'Assemblée nationale, le candidat doit réunir la majorité absolue des suffrages exprimés au premier ou au second tour ou bien la majorité relative au troisième tour du scrutin.
Le scrutin pour la première session a lieu le 10 novembre 1877. Seul Jules Grévy, républicain modéré, est porté candidat. Les conservateurs votent blancs et nuls.
| Jules Grévy | Doubs, Besançon, 1er | Gauche républicaine |             | 299 | 99,34 |  |  |  |  |  |  |
| Autres      |                      |                     |             | 2   | 0,66  |  |  |  |  |  |  |
| Votants     | Votants              | Votants             | Votants     | 460 | 100   |  |  |  |  |  |  |
| Exprimés    | Exprimés             | Exprimés            | Exprimés    | 301 | 65,43 |  |  |  |  |  |  |
| Blancs/nuls | Blancs/nuls          | Blancs/nuls         | Blancs/nuls | 159 | 34,57 |  |  |  |  |  |  |

Le scrutin pour la deuxième session a lieu le 10 janvier 1877. Seul Jules Grévy, républicain modéré, est porté candidat. Les conservateurs ne votent pas.
| Jules Grévy | Doubs, Besançon, 1er | Gauche républicaine |             | 335 | 99,70 |  |  |  |  |  |
| Autre       |                      |                     |             | 1   | 0,40  |  |  |  |  |  |
| Votants     | Votants              | Votants             | Votants     | 346 | 100   |  |  |  |  |  |
| Exprimés    | Exprimés             | Exprimés            | Exprimés    | 336 | 97,11 |  |  |  |  |  |
| Blancs/nuls | Blancs/nuls          | Blancs/nuls         | Blancs/nuls | 10  | 2,89  |  |  |  |  |  |

### Bureaux de la Chambre des députés

#### Session de 1877
| Fonction        | Titulaire | Titulaire                           | Circonscription                                       | Groupe                         |
| --------------- | --------- | ----------------------------------- | ----------------------------------------------------- | ------------------------------ |
| Président       |           | Jules Grévy                         | Doubs, Besançon, 1er                                  | Gauche républicaine            |
|                 |           |                                     |                                                       |                                |
| Vice-présidents |           | Charles Lepère                      | Yonne , Auxerre 1re                                   | Union républicaine             |
| Vice-présidents |           | Charles Rameau                      | Seine-et-Oise, Versailles, 3e                         | Gauche républicaine            |
| Vice-présidents |           | Paul Louis Gabriel Bethmont         | Charente inférieur, Rochefort                         | Centre gauche                  |
| Vice-présidents |           | Henri Louis Marie de Durfort-Civrac | Maine-et-Loire, Cholet 2e                             | Union des droites, légitimiste |
|                 |           |                                     |                                                       |                                |
| Questeurs       |           | Gustave Gailly                      | Ardennes, Mézières                                    | Centre gauche                  |
| Questeurs       |           | Aristide Denfert-Rochereau          | Seine, 6e arrondissement de Paris, Luxembourg         | Union républicaine             |
| Questeurs       |           | Camille Margaine                    | Marne, Sainte-Menehould                               | Gauche républicaine            |
|                 |           |                                     |                                                       |                                |
| Secrétaires     |           | Sadi Carnot                         | Côte-d'Or, Beaune 2e                                  | Gauche républicaine            |
| Secrétaires     |           | Léon Chiris                         | Alpes-Maritimes, Grasse                               | Centre gauche                  |
| Secrétaires     |           | Étienne Lamy                        | Jura, Saint-Claude                                    | Gauche républicaine            |
| Secrétaires     |           | Charles Savary                      | Manche, Coutances 1re                                 | Centre gauche                  |
| Secrétaires     |           | Georges Clemenceau                  | Seine, 18e arrondissement de Paris, Buttes-Montmartre | Extrême-gauche                 |
| Secrétaires     |           | Maurice Rouvier                     | Bouches-du-Rhône, Marseille 3e                        | Union républicaine             |
| Secrétaires     |           | Olivier Le Gonidec de Traissan      | Ille-et-Vilaine, Vitré                                | Légitimiste                    |
| Secrétaires     |           | Alain-Charles-Louis de Rohan-Chabot | Morbihan, Ploërmel                                    | Légitimiste                    |

#### Session de 1878
Avant le scrutin, Georges Clemenceau et Étienne Lamy ne souhaitent pas se représenter.
| Fonction        | Titulaire | Titulaire                           | Circonscription                                           | Groupe                         |
| --------------- | --------- | ----------------------------------- | --------------------------------------------------------- | ------------------------------ |
| Président       |           | Jules Grévy                         | Doubs, Besançon, 1er                                      | Gauche républicaine            |
|                 |           |                                     |                                                           |                                |
| Vice-présidents |           | Paul Louis Gabriel Bethmont         | Charente inférieur, Rochefort                             | Centre gauche                  |
| Vice-présidents |           | Charles Rameau                      | Seine-et-Oise, Versailles, 3e                             | Gauche républicaine            |
| Vice-présidents |           | Henri Brisson                       | Seine (10e arrondissement de Paris, Enclos Saint-Laurent) | Union républicaine             |
| Vice-présidents |           | Henri Louis Marie de Durfort-Civrac | Maine-et-Loire, Cholet 2e                                 | Union des droites, légitimiste |
|                 |           |                                     |                                                           |                                |
| Questeurs       |           | Aristide Denfert-Rochereau          | Seine, 6e arrondissement de Paris, Luxembourg             | Union républicaine             |
| Questeurs       |           | Camille Margaine                    | Marne, Sainte-Menehould                                   | Gauche républicaine            |
| Questeurs       |           | Gustave Gailly                      | Ardennes, Mézières                                        | Centre gauche                  |
|                 |           |                                     |                                                           |                                |
| Secrétaires     |           | Léon Chiris                         | Alpes-Maritimes, Grasse                                   | Centre gauche                  |
| Secrétaires     |           | Sadi Carnot                         | Côte-d'Or, Beaune 2e                                      | Gauche républicaine            |
| Secrétaires     |           | René Joseph Brice                   | Ille-et-Vilaine (Redon)                                   | Centre gauche                  |
| Secrétaires     |           | Camille Sée                         | Seine (Saint-Denis, 1re)                                  | Gauche républicaine            |
| Secrétaires     |           | Maurice Rouvier                     | Bouches-du-Rhône, Marseille 3e                            | Union républicaine             |
| Secrétaires     |           | Paul Ménard-Dorian                  | Hérault (Montpellier, 1re)                                | Gauche républicaine            |
| Secrétaires     |           | Olivier Le Gonidec de Traissan      | Ille-et-Vilaine, Vitré                                    | Légitimiste                    |
| Secrétaires     |           | Camille Mathéi de Valfons           | Gard (Alais, 2e)                                          | Constitutionnel                |